# Vijf dhyani-Boeddha's

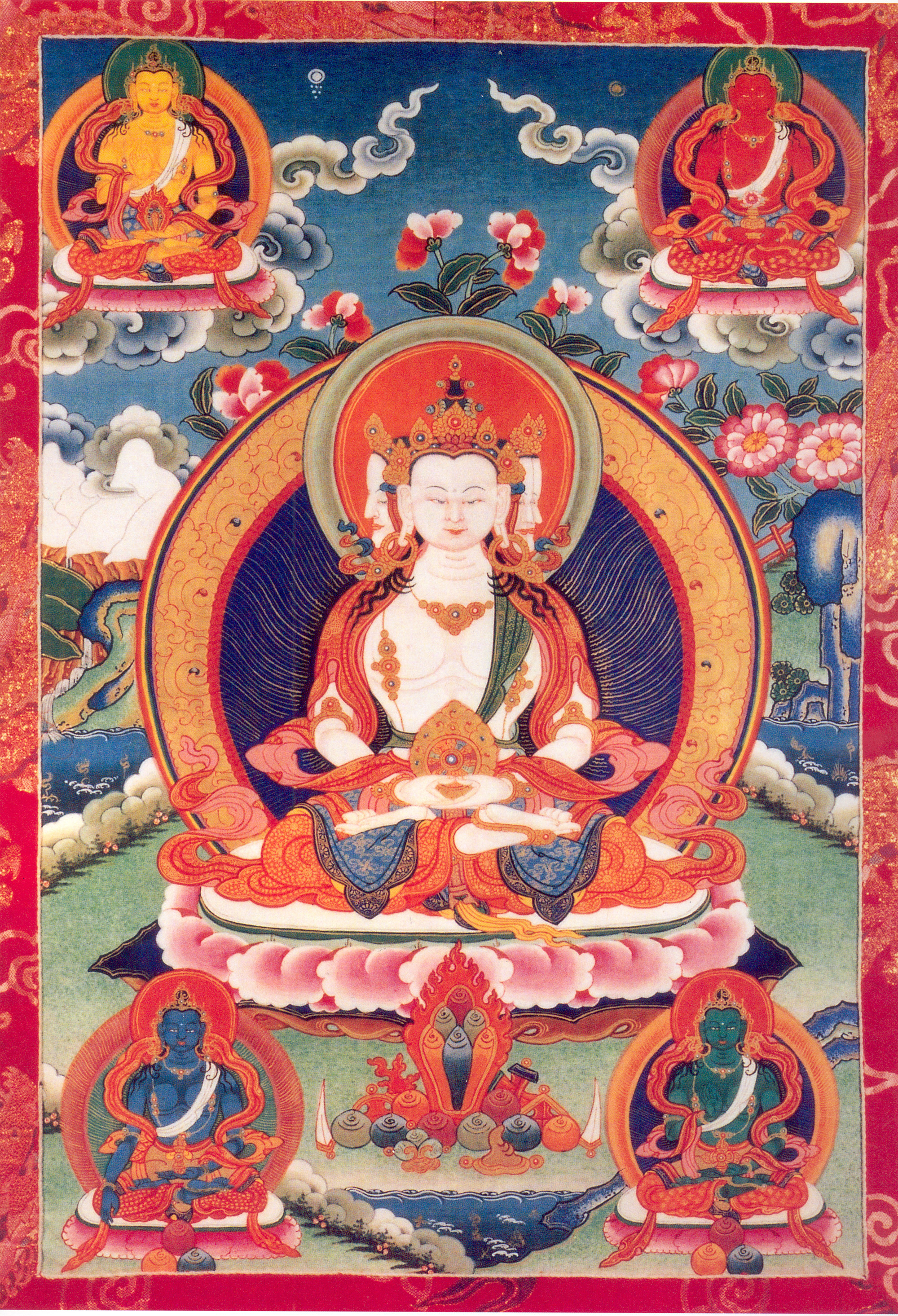
Vijf Boeddha's: de blauwe Akshobhya, de gele Ratnasambhava, de rode Amitabha en de groene Amoghasiddhi rond de centrale witte Vairocana

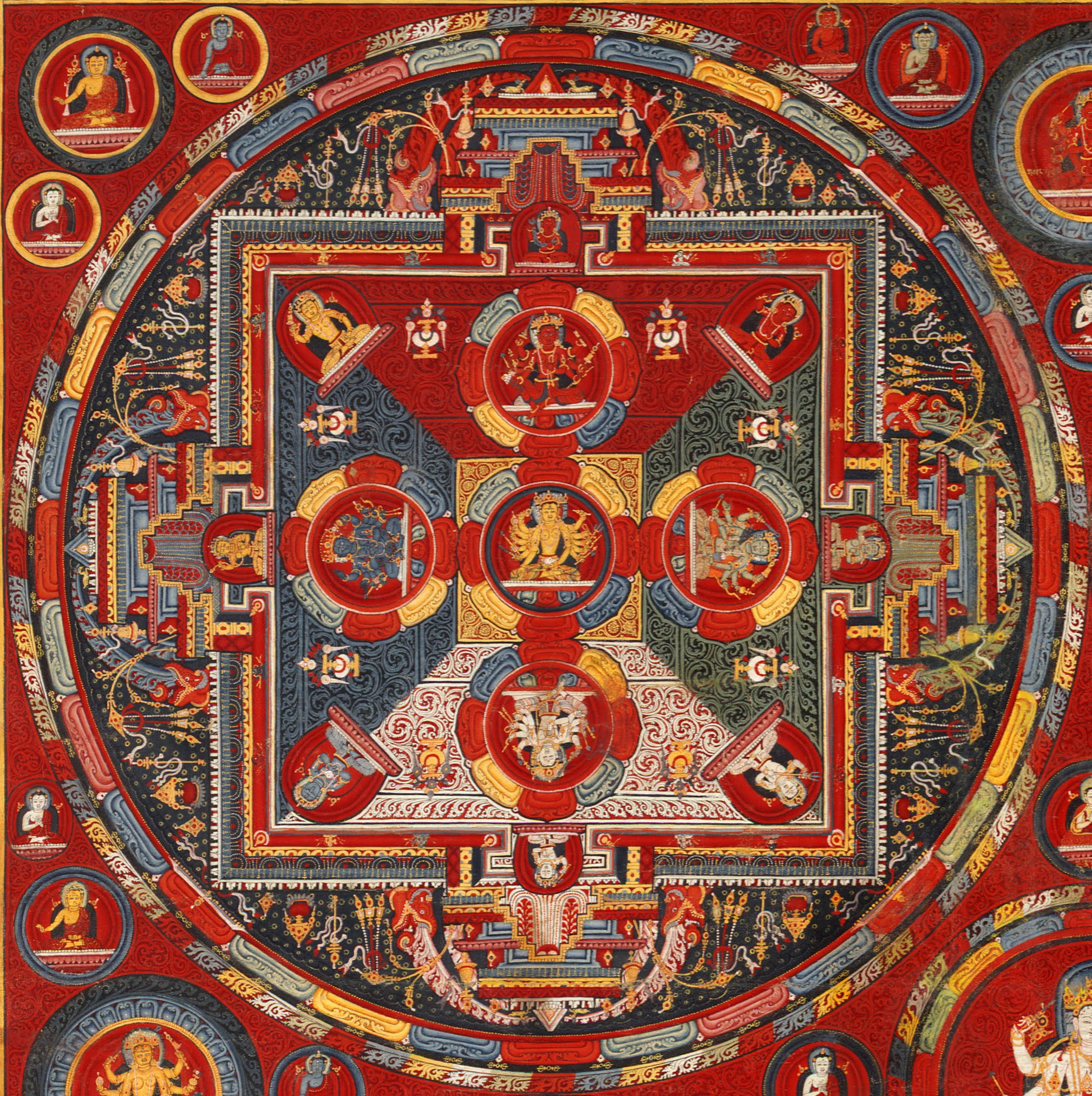
Mandala met de rode Amitabha van het westen boven; de groene Amoghasiddhi van het noorden rechts; de witte Akshobhya van het oosten onder en de gele Ratnasambhava van het zuiden links. Onder hen in het groot hun vervormingen als heruka's, toornige godheden, met drie hoofden en zes armen: de rode Padma-Heruka, groene Karma-Heruka, witte Vajra-Heruka en gele Ratna-Heruka rond de centrale Boeddha-Heruka, de vervorming van Vairocana. Centraal Tibet, Ngor klooster, Sakya-school

De vijf dhyani-Boeddha's, ook wel de vijf Boeddha's van Wijsheid verwijzen naar de vijf boeddha's in het Vajrayana-boeddhisme. Dhyani is Sanskriet voor concentratie of meditatie. Ze geven de vijf kwaliteiten weer van Gautama Boeddha.

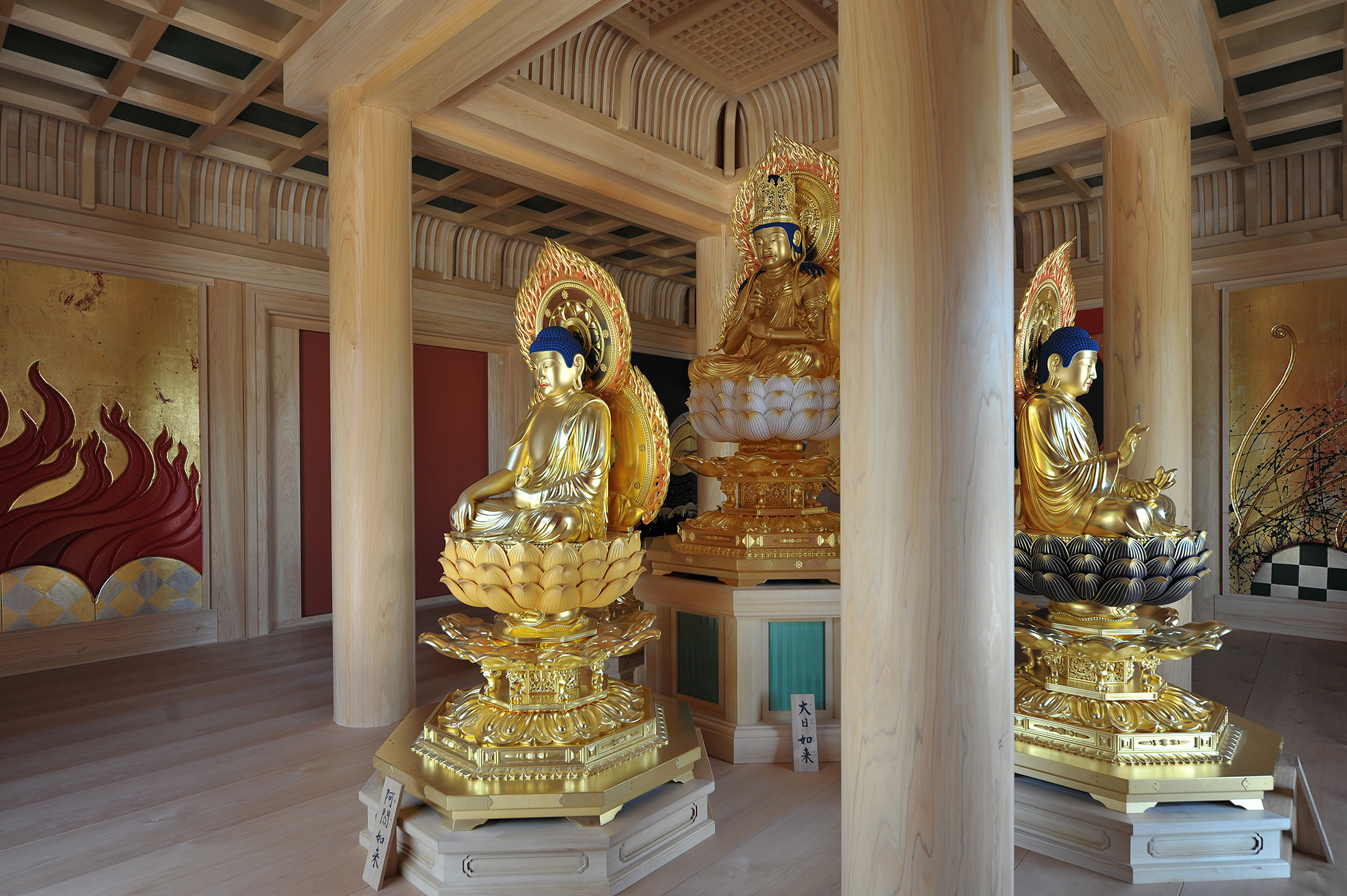
Renge-in Tanjō-ji

## Mandala
De vijf Boeddha's zijn een gebruikelijke onderwerp in mandala's en zandmandala's. De term 'dhyani-Boeddha's' lijkt niet voor te komen in de oude boeddhistische literatuur, maar wordt algemeen aangenomen door westerse commentatoren. Ze zijn verbonden aan de gezuiverde elementen aarde, water, vuur, lucht en aether, aan de kleuren blauw, wit, geel, rood en groen en de windrichtingen met inbegrip van het midden. Volgens het Tibetaans boeddhisme gaat bij het overlijden aarde op in water, water in in vuur, vuur in lucht en lucht in aether.
|                      | Akshobhya (oost)                            |                      |
| Amoghasiddhi (noord) | Vairocana (voornaamste boeddha/mediteerder) | Ratnasambhava (zuid) |
|                      | Amitabha (west)                             |                      |

Vairochana behoort tot de Boeddha-familie, Akshobhya tot de Vajra (bliksemflits)-familie, Ratnasambhava tot de Ratna (juweel)-familie, Amitabha tot de Padma (lotus)-familie en Amoghasiddhi tot de Karma (handeling of daad)-familie. Uit de 'principes' van de vijf Boeddha's worden de heruka's en hun gezellinnen gevormd. De heruka's zijn als toornige godheden de omvormingen van de vredige godheden, de Boeddha's en verschijnen in de tweede week na het overlijden aan de overledene in de 'tussenstaat', de (bardo).

## Tibetaans Dodenboek

### Vredige godheden
Volgens het commentaar van Chögyam Trungpa op het Tibetaans Dodenboek verschijnen de vijf dhyani-Boeddha's aan de overledene als deze zich in de bardo, de 'tussen-staat', verkeert, de periode tussen overlijden en wedergeboorte. Tegelijk met het licht van de Boeddha's verschijnt het vale licht van de zes rijken van de wereld: van de goden, de jaloerse goden (asura's), de mensen, de dieren, de hongerige geesten en de hellewezens. De overledene moet een keuze maken tussen de lichten waar hij of zij zich toe aangetrokken voelt. Als de overledene zich tot het licht wendt, resulteert dat in bevrijding, als het alternatief wordt gekozen volgt wedergeboorte.
De eerste week verschijnen de 'vredige godheden' (die verbonden zijn met het hart), de tweede week de 'toornige godheden' (die verbonden zijn met de hersenen).
Op de eerste dag verschijnt Vairochana, op de tweede Akshobhya, op de derde Ratnasambhava, op de vierde Amitabha, op de vijfde Amoghasiddhi en op de zesde alle tweeënveertig 'vredige godheden' tegelijk: 
- de vijf tathagata's (Boeddha's) en hun families (samen 26): Vairochana en zijn gezellin; Akshobhya (Vajrasattva) en zijn gezellin Boeddha-Lochana (het Boeddha-oog) en de mannelijke bodhisattva's Kshitigarbha, Maitreya en vrouwelijke bodhisattva's Lasya en Pushpa; Ratnasambhava en zijn gezellin Mamaki en de mannelijke bodhisattva's Akashagarbha en Samantabhadra en de vrouwelijke bodhisattva's Mala en Dhupa; Amitabha en zijn gezellin Pandaravasini en de mannelijke bodhisattva's Avalokiteshvara en Manjushri en vrouwelijke bodhisattva's Gita en Aloka; Amoghasiddhi en zijn gezellin Samaya-Tara en de mannelijke bodhisattva's Vajrapani en Sarvanivaranaviskambhin en vrouwelijke bodhisattva's Gandha en Naivedya.
- de vier poortwachters (heruka's) en vier godinnen of vrouwelijke poortwachters (samen 8): Vijaya (de Zegevierende) van de oostelijke poort, Yamantaka (de Vijand van Yama) van de zuidelijke poort, Hayagriva (de Paardekop) van de westelijke poort, Amritakundali (de Spiraal van Amrita) van de noordelijke poort; Ankusha (de Haak), Pasha (de Neus), Shrinkala (de Keten), Ghanta (de Bel).
- de zes Gezegenden of Boeddha's van de 'zes rijken van de wereld' (6): Indra van de honderd offergaven, de wijze van de goden; Vemachitra (het Prachtige Gewaad), de wijze van de jaloerse goden (asura's); de Leeuw van de Shakya's, de wijze van de mensen; Dhruvasinha (de Standvastige Leeuw), de wijze van de dieren; Jvalamukha (de Vlammende Muil), de wijze van de hongerige geesten; Dharmaraja (de Dharma-koning), de wijze van de hellewezens.
- Samantabhadra en Samantabhadri, de Algoede Vader en Moeder van alle Boeddha's (2)

### Toornige godheden

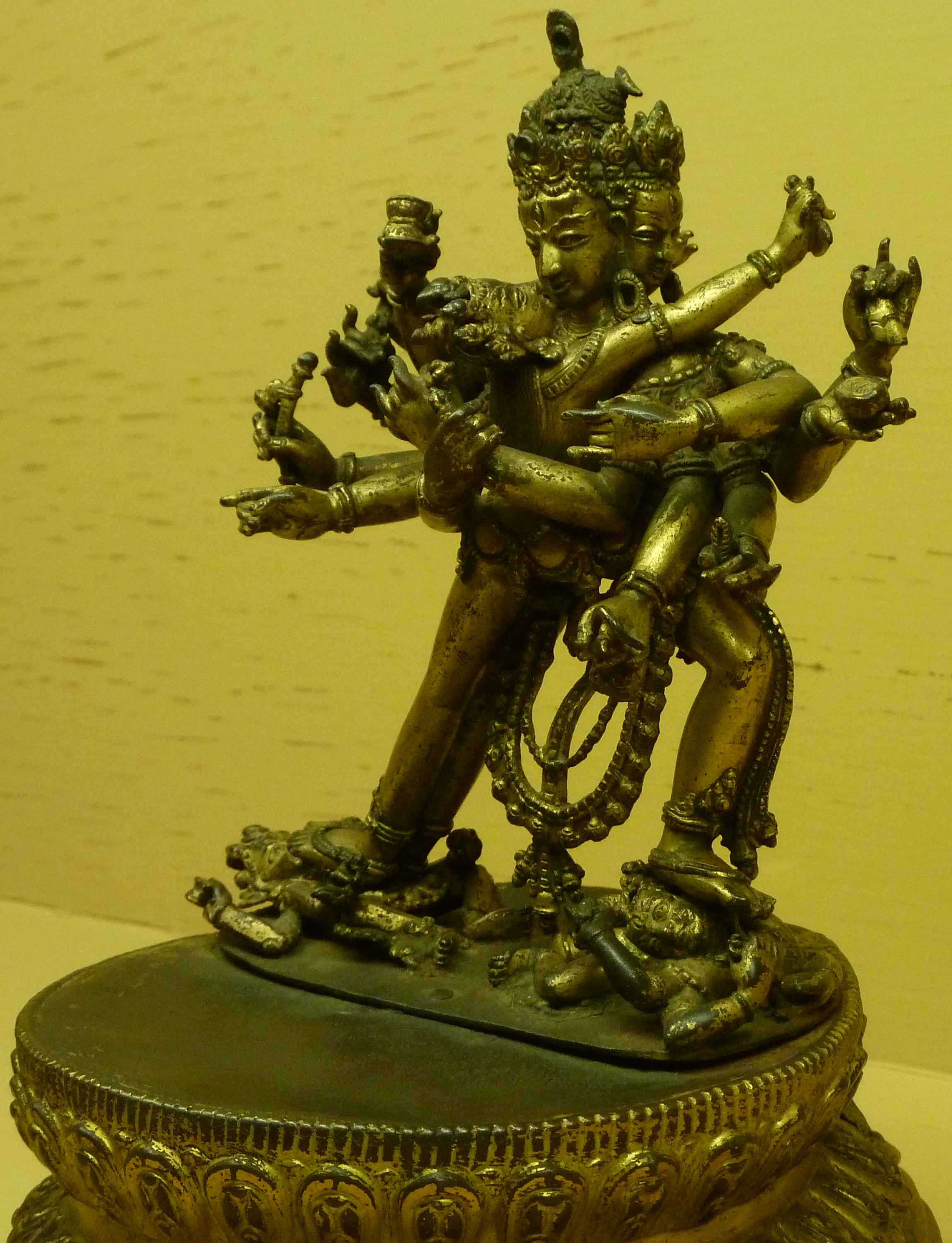
De driehoofdige en zesarmige Vajra-Heruka, de vervorming van de vredige Akshobhya-Boeddha tot een toornige godheid, in yab-yum-houding met zijn eveneens zesarmige gezellin Vajravarahi

De vidyadhara's (houders van kennis en inzicht) vormen de verbinding in de keel tussen de vredige godheden in het hart en de toornige godheden in de hersenen. Zij verschijnen de zevende dag, samen met 'het groene licht van het dierenrijk, dat onwetendheid symboliseert'.
Hierna, voor de tweede week na het overlijden, worden de 'principes van de vijf tathagata's' (Boeddha's) omgevormd tot  de heruka's en hun gezellinnen. De heruka's hebben drie hoofden en zes armen (symbool van het vermogen tot omvorming).
Rudra werd, volgens een allegorisch verhaal, met drie hoofden en zes armen geboren, met volgroeide nagels en tanden. De goden brachten vol afschuw hem en zijn moeder naar een graftombe op een knekelveld. 'De pasgeborene overleefde door het bloed van zijn moeder en haar vlees te eten'. Groot geworden onderwierp Rudra de plaatselijke geesten en goden aan zijn macht. Om Rudra te onderwerpen manifesteerde Vajrapani als Hayagriva, 'een toornige rode figuur met een paardekop', zich in Rudra's koninkrijk, 'ging het lichaam van Rudra door zijn anus binnen' en vernederde hem buitengewoon. Rudra erkende zijn onderwerping aan Hayagriva en zijn attributen, zoals schedelnap en benen versierselen, werden omgevormd tot het 'herukagewaad'.
De Grote Heruka is niet met een van de vijf Boeddha-families verbonden. Hij is 'de ruimte tussen de vijf families. De Grote Heruka schept de fundamentele energie van alle toornige heruka's. Vervolgens de Boeddha-Heruka, Vajra-Heruka, Ratna-Heruka, Padma-Heruka, en Karma-Heruka, met hun respectieve gezellinnen.'
De gauri's, godinnen, zijn een 'ander soort toornige energie'. De heruka's zijn 'het bestaan van energie zoals die is', de gauri's 'de in gang zettende energie'. Er zijn de witte gauri (in het oosten), de gele gauri (in het zuiden), de rode gauri (in het westen) en de zwarte Vetali (in het noorden). De gauri's treden tussen lichaam en geest en 'zetten vernietigende energie om in scheppende energie'.      